# Pomacanthus navarchus

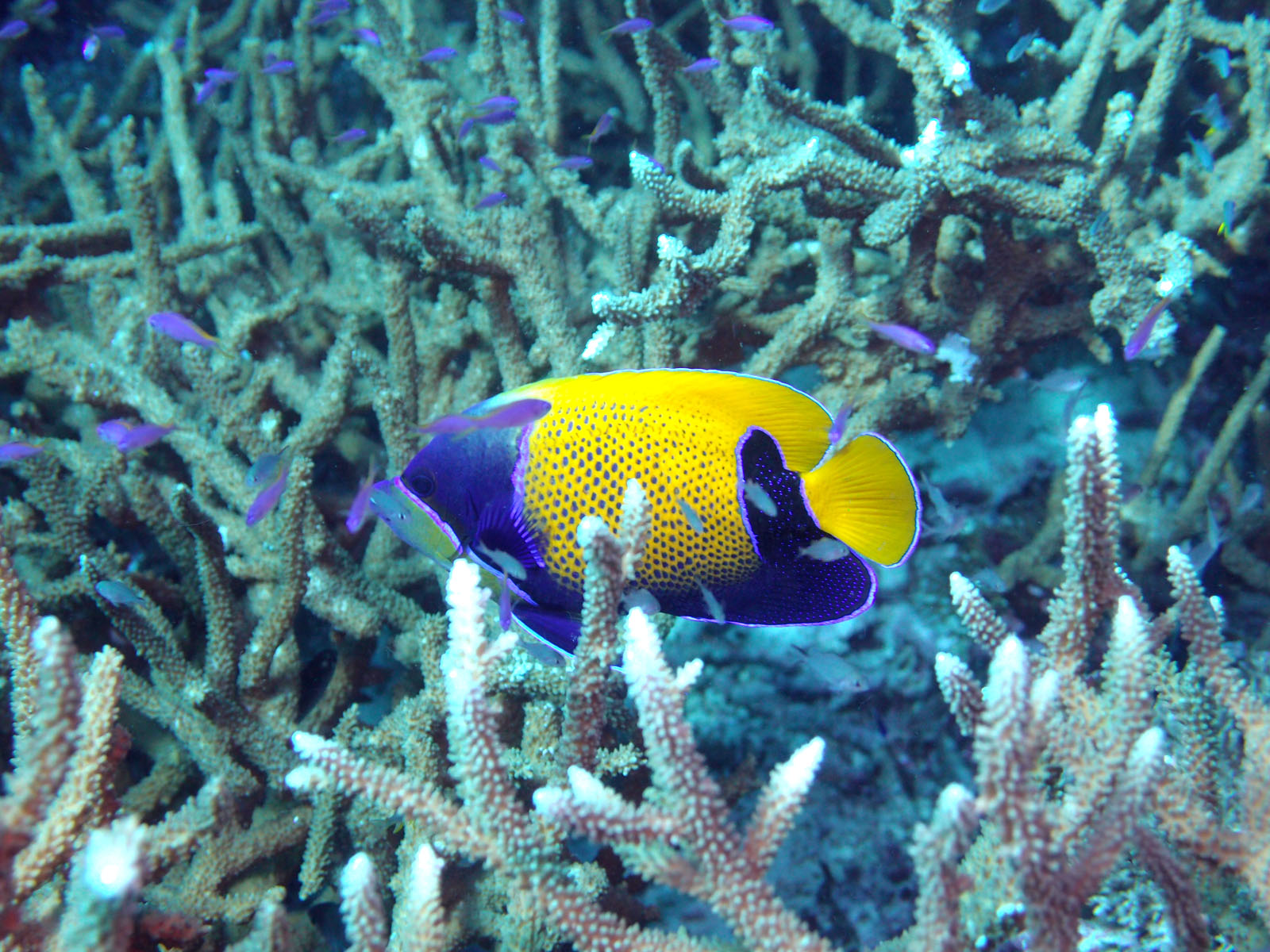
Pomacanthus navarchus en Papúa Nueva Guinea

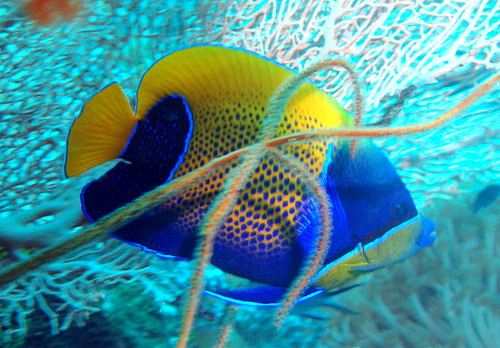
P. navarchus entre redes de pesca

El pez ángel de faja azul (Pomacanthus navarchus) es una especie de pez marino actinopterigio perciforme pomacántido.
Es una especie común en su rango de distribución geográfica y con poblaciones estables. También es un pez popular en acuariofilia.

## Morfología
Es un pez ángel típico, con un cuerpo corto y comprimido lateralmente, y una pequeña boca con dientes diminutos. Tiene 13-14 espinas dorsales, entre 17 y 18 radios blandos dorsales, 3 espinas anales y 18 radios blandos anales.
De adulto posee un vistoso colorido: la coloración de los laterales y parte posterior del cuerpo, así como de las aletas dorsal y anal, es amarilla luminosa, con pequeños puntos azules. La cabeza, el vientre, y las aletas pélvicas y pectorales son azul oscuro, con numerosos puntos azul claro en la parte posterior de la aleta anal y el área adyacente del pedúnculo caudal. Las aletas están rebordeadas en azul claro.
Los especímenes jóvenes son negros con unas líneas curvas verticales azul claro en los laterales del cuerpo.
Mide hasta 28 centímetros. Se ha reportado una longevidad de 15 años.

## Hábitat y distribución
Es una especie bentopelágica, asociada a arrecifes y no migratoria. Ocurre entre 3 y 40 m de profundidad. Se encuentra en una variedad de hábitats, desde arrecifes exteriores, canales, en lagunas claras y, a menudo, en áreas de rico crecimiento coralino. Los juveniles suelen estar en áreas protegidas y soleadas del arrecife. Ocurre solitario o en parejas.
Se distribuye en el Indo-Pacífico, siendo especie nativa de Australia; Filipinas; Indonesia; Malasia; Micronesia; Nueva Caledonia; Palaos; Papúa Nueva Guinea; islas Salomón y Vietnam.

## Alimentación
Se alimenta principalmente de esponjas y tunicados.

## Reproducción
Esta especie es ovípara. Son hermafroditas secuenciales, lo que significa que si un macho muere, una de las hembras del harén se transforma en macho. La fertilización es externa, desovando una vez al año según la estación climática. No cuidan a sus alevines.